# إرنست جورج يانسن
إرنست جورج يانسن (بالإنجليزية: Ernest George Jansen) هو كاتب ومحامي وسياسي جنوب أفريقي، ولد في 7 أغسطس 1881 في جنوب أفريقيا، وتوفي في نفس البلد 25 نوفمبر 1959. حزبياً، نشط في الحزب الجنوب أفريقي. وقد انتخب Governor-General of South Africa ‏ (1951 – 25 نوفمبر 1959).

## روابط خارجية
- إرنست جورج يانسن على موقع مونزينجر (الألمانية)